# Affaire de l'abus sexuel du centre Hacienda HealthCare
L'affaire de l'abus sexuel de Hacienda HealthCare désigne un fait divers très médiatisé impliquant une femme en état végétatif qui a été violée à de nombreuses reprises et mise enceinte par un infirmier diplômé d'État dans l'établissement Hacienda HealthCare à Phoenix (Arizona) aux États-Unis. Bien que l'enquête ait eu lieu en 2021, l'abus sexuel est de longue date, et il n'est pas possible d'estimer avec certitude la durée et la fréquence auxquels les actes de viol ont été commis.
L'enquête suscite une attention généralisée et fait l'objet de reportages de CNN, USA Today, U.S. News, The New York Times, et même de grands médias européens,. Elle incite également l'État d'Arizona à apporter des changements drastiques à la manière dont leurs établissements de soins de longue durée sont gérés.
D'autres grossesses impliquant des patientes végétatives et comateuses victimes d'abus sexuels ont également été signalées à New York en 1996, dans le Massachusetts en 1998 et en Argentine en 2015.

## La victime
La femme, originaire de la Réserve indienne de San Carlos,, est hospitalisée dans l'établissement depuis 1992, qu'elle a intégré à l'âge de trois ans. Pour protéger son anonymat, son identité n'a pas été révélée par les sources d'information. Née en avril 1989, la femme présente une déficience intellectuelle et est non-verbale à la suite de multiples crises d'épilepsie qu'elle a eues depuis qu'elle avait deux mois. Malgré son état végétatif, la femme peut ressentir de la douleur et réagir avec des expressions faciales et certains sons vocaux, comme pleurer en cas d'inconfort. Elle peut également réagir à des stimuli auditifs et possède une capacité limitée à bouger la tête, le cou et les membres. De plus, la femme agite souvent les bras lorsqu'elle est reliée à un respirateur.
La femme a été prise en charge par Hacienda HealthCare, un organisme sans but lucratif recevant des fonds de l'État d'Arizona, depuis son enfance. Elle a 29 ans au moment de l'enquête en 2019.

## Abus sexuels
La victime est violée à maintes reprises, probablement pendant de nombreuses années, par Nathan Sutherland, un homme de 36 ans alors marié et père de quatre enfants au moment de l'enquête. Elle est sous la garde de Sutherland des centaines de fois de 2012 à 2018. Elle a subi des blessures dues à des agressions sexuelles répétées, y compris des traumatismes vaginaux et un écartement du périnée, et avait été victime de viol vaginal et anal. Sutherland était en instance de divorce fin 2018, et ses collègues avaient remarqué qu'il était très stressé à l'époque, mais pensaient que c'était dû au stress du divorce.

## Grossesse et accouchement
La victime tombe enceinte en 2018 alors qu'elle est en soins à temps plein à l'établissement Hacienda HealthCare. Étonnamment, la grossesse de la femme passe complètement inaperçue du personnel de l'établissement de santé jusqu'à ce qu'elle accouche le 29 décembre 2018. Au lieu de cela, le personnel de l'établissement l'avait traitée pour une constipation et une prise de poids, et avait même réduit son apport calorique.
La femme donne naissance à un garçon l'après-midi du 29 décembre 2018 sans complications majeures. Cependant, immédiatement après que le personnel de l'établissement ait assisté à la naissance, le nouveau-né ne respirait pas et a dû être réanimé. Le nouveau-né pourrait avoir des problèmes de développement, car la mère prenait de nombreux médicaments différents tels que le phénobarbital et n'avait reçu aucun soin lié à la grossesse.

## Enquête
Le 29 décembre, le personnel de Hacienda HealthCare contacte immédiatement les autorités compétentes lorsqu'ils découvrent que la femme a accouché. Une enquête est rapidement lancée, avec des échantillons d'ADN prélevés sur tous les infirmiers masculins de l'établissement Hacienda HealthCare. Le 22 janvier 2019, les résultats de l'ADN du nouveau-né ont été comparés à l'ADN de Nathan Sutherland, qui a alors été arrêté le jour même. Sutherland renonce à sa licence d'infirmier le 24 janvier, à la suite de son arrestation.
Selon un gynécologue, il n'y a "aucun doute" que la victime avait ressenti de la douleur,, et que le manque de surveillance pendant la grossesse et l'accouchement de la femme aurait facilement pu entraîner la mort fœtale,. Cependant, il est difficile de déterminer si la victime avait en fait été enceinte plusieurs fois.

## Conséquences
Le PDG de Hacienda HealthCare, Bill Timmons, démissionne le 7 janvier, et le gouverneur de l'Arizona Doug Ducey appelle également à la démission du conseil d'administration de Hacienda HealthCare,. L'établissement Hacienda HealthCare est fermé peu de temps après, en février 2019, et compte à l'époque 37 résidents à sa charge,. Un médecin de l'établissement démissionne, tandis qu'un autre est suspendu. Plus tard, les enquêteurs ont également trouvé des asticots sur un patient masculin de l'établissement Hacienda HealthCare, amenant le Département des services de santé de l'Arizona à révoquer la licence de l'établissement de soins pour négligence,,. Cependant, Hacienda HealthCare a récupéré sa licence le 1er mai 2019, avec Perry Petrilli nommé PDG par intérim.
Dans la foulée de l'enquête, l'État de l'Arizona s'engage à améliorer la surveillance de tous les établissements de soins de l'État.

## Poursuite judiciaire et procès
La famille de la victime dépose une plainte, réclamant 45 millions de dollars à l'État de l'Arizona, accusant l'État de « négligence grave » et d'avoir entretenu un fonctionnement défectueux permettant le manque de surveillance dans les établissements de soins de longue durée. La poursuite judiciaire fait valoir un dédommagement de 25 millions de dollars pour la victime, 10 millions de dollars pour le père de la victime et 10 millions de dollars supplémentaires pour sa mère.
Le contenu de la plainte met également en exergue le fait que la famille a demandé que des infirmières femmes s'occupent de leur fille depuis 2002, lorsque le personnel avait affirmé que leur fille avait été « touchée de manière inappropriée », mais cette demande n'avait jamais été exécutée par l'établissement.
Nathan Sutherland, défendu par l'avocat David Gregan, plaide non coupable le 5 février 2019,,.
En juin 2021, les parties ont conclu un accord portant les dédommagements à 15 millions de dollars, qui s'ajoute à un règlement de 7,5 millions de dollars de l'État de l'Arizona.
En septembre 2021, Sutherland plaide finalement coupable d'agression sexuelle et d'abus envers un adulte vulnérable.
En décembre 2021, Sutherland a été condamné à 10 ans de prison, recevant du crédit pour le temps déjà purgé, soit environ trois ans.